# Magneti Marelli
Magneti Marelli S.p.A. è stata un'azienda multinazionale italiana con sede a Corbetta, in provincia di Milano, specializzata nella fornitura di prodotti e sistemi ad alta tecnologia per l'industria automobilistica.
Fondata nel 1994 attraverso la fusione per incorporazione del Gruppo Magneti Marelli nella Gilardini, azienda produttrice di componenti industriali, fece parte della Fiat Chrysler Automobiles fino al 2019, venendo in seguito rilevata e assorbita dalla giapponese CK Holdings, società controllata dal fondo statunitense Kohlberg Kravis Roberts, e divenuta Marelli Holdings.

## Storia
L'azienda sorse nel 1994 nell'ambito del processo di integrazione del Gruppo Magneti Marelli di Corbetta, holding operante nella produzione di componenti per automobili, nella Gilardini di Torino, azienda produttrice di componenti industriali, decisa dal Gruppo Fiat controllante delle medesime, e avallata dai rispettivi management. La nuova entità assunse la stessa ragione sociale e la sede legale dell'azienda lombarda, e al momento della sua costituzione contava circa 23.000 dipendenti in 50 stabilimenti, e raggiungeva un fatturato consolidato di oltre 5.000 miliardi di lire.
La nuova Magneti Marelli intraprese una politica di internazionalizzazione, già avviata nel 1994, quando in Cina creò la joint venture industriale e commerciale con la Guangzhou Motor Vehicle Instruments di Canton, denominata Magneti Marelli Guangzhou Motor Vehicle Instruments Ltd., partecipata al 70% dall'azienda italiana, che penetrò così nel paese asiatico. Due anni più tardi, nel 1996, aprì la prima consociata negli Stati Uniti, e un'altra società fu creata in Argentina assieme alla giapponese Nippondenso, la Magneti Marelli Denso, con sede a Córdoba, per la produzione nel paese latinoamericano di sistemi di climatizzazione per le auto. Nello stesso anno, assunse il controllo della maggioranza dell'azienda di componentistica portoghese Joao De Deus Filhos S.A., specializzata nella produzione di sistemi di raffreddamento del motore. L'anno seguente, nel 1997, in Brasile rilevò il 70% della COFAP, maggiore azienda sudamericana di componenti per autoveicoli. Nel 1998, Magneti Marelli rilevò dalla statunitense Arvin Industries, lo stabilimento italiano di Melfi, in provincia di Potenza, dedicato alla produzione di ammortizzatori. Nello stesso anno, fu avviata la produzione dei primi navigatori satellitari. L'anno seguente, nel 1999, assieme alla tedesca Bosch creò la Automotive Lighting per la produzione di fari per la retroilluminazione, e acquisì il controllo del Gruppo Seima.
Negli anni 2000, l'azienda rafforzava la propria presenza internazionale espandendosi ulteriormente, e proseguiva nell'innovazione tecnologica. Nel 2001-02, MM dismise due divisioni: quella degli ammortizzatori e delle sospensioni, ceduta alla tedesca ThyssenKrupp; la divisione elettronica, Magneti Marelli Sistemi Elettronici, ceduta alla holding italiana Mekfin dell'imprenditore Carlo Fulchir. Nel 2003, sviluppò in Brasile la tecnologia Flex per il funzionamento del motore utilizzando due tipi di combustibile, alcool o benzina. Due anni più tardi, nel 2005, l'azienda lombarda divenne azionista di maggioranza della Automotive Lighting, arrivando al 74,9%. Nel 2009-10, mentre nel 2007 acquisisce anche il settore plastico con la fondazione della PCMA (ex Ergom Automotive), Magneti Marelli apre altri insediamenti produttivi e joint venture locali in Cina e India.
L'azienda è rimasta sotto il controllo del Gruppo automobilistico torinese, divenuto Fiat Chrysler Automobiles, fino al 2018, quando è stata ceduta alla giapponese CK Holdings, controllata dal fondo d'investimento statunitense KKR, per una cifra pari a 6,2 miliardi di euro; l'operazione, che dà vita al settimo produttore mondiale di componentistica per auto, viene perfezionata il 2 maggio 2019. Poco tempo dopo, avviene la fusione delle attività di Magneti Marelli e Calsonic Kansei, anch'essa controllata dalla CK Holdings, che diventerà Marelli Holdings.

## Informazioni e dati
L'azienda era specializzata nella fornitura di prodotti e sistemi ad alta tecnologia per l'industria automobilistica, ed era una delle maggiori a livello mondiale.
Nel 2017, l'azienda realizzava un fatturato di 8,2 miliardi e impiegava circa 43.000 dipendenti (dei quali oltre 10.000 in Italia). Contava 85 impianti produttivi sparsi in tutti i continenti, di cui 8 in Italia (Corbetta, Bologna, Modugno, Caivano, Orbassano, Sulmona, Tolmezzo, Torino e Venaria Reale, 15 centri R&D e ed era presente in Francia, Germania, Spagna, Regno Unito, Polonia, Repubblica Ceca, Romania, Russia, Serbia, Slovacchia, Turchia, Stati Uniti, Messico, Brasile, Argentina, Cina, Giappone, India e Malaysia.

### Archivio
L’Archivio Storico Magneti Marelli (estremi cronologici: 1919-2000) raccoglie un importante patrimonio documentario per la storia dell’industria negli ambiti degli autoveicoli, delle telecomunicazioni, della radio e della televisione, prodotto dall'azienda in oltre novant'anni di attività.
La missione dell’archivio consiste nella raccolta, conservazione e valorizzazione della memoria storica della Magneti Marelli e dei marchi che ne fanno parte, tra i quali spiccano Weber e Solex, Veglia Borletti e Jaeger, Carello e Siem. Il materiale storico conservato copre un’epoca che va dalla fine del XIX secolo al 2000, ed è costituito da un settore relativo all’immagine e alla comunicazione, con circa 20.000 immagini, 500 filmati e oltre 2000 pezzi tra riviste aziendali, brochure, pubblicità e rassegne stampa; un settore tecnico con oltre 1000 tra cataloghi prodotto, manuali e disegni tecnici; un archivio del personale che conserva libri matricola, relazioni, e bilanci aziendali.

## Sponsorizzazioni

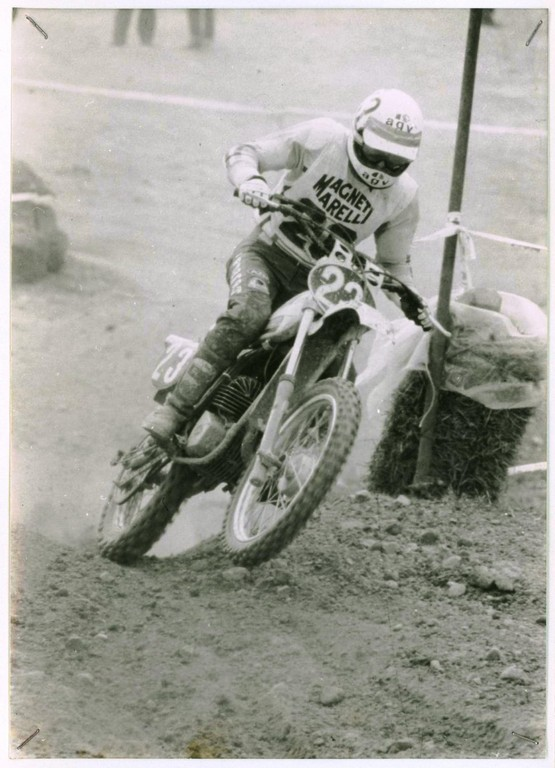
Sponsorizzazione della Magneti Marelli per le competizioni internazionali di motocross, 1970 circa (Archivio Storico Magneti Marelli)

Magneti Marelli con la Business Line Motorsport è fornitore di componentistica e sistemi elettronici per i principali campionati motoristici internazionali, tra cui Formula 1 dove è fornitore unico di soluzioni di telemetria e connettività per tutti i team di Formula 1 in collaborazione con FOM, MotoGP e Moto2 dove è fornitore della elettronica di controllo unica e della piattaforma inerziale per entrambi i campionati, SBK e WRC.
Magneti Marelli è impegnato nella ricerca e nello sviluppo di sistemi di telemetria e analisi dei dati in alcuni dei più importanti campionati FIA, campionati del Mondo di Rally, Turismo, Rallycross, Endurance e Formula E sotto il controllo FIA
Nella Formula 1 è (o è stata) sponsor tecnico dei principali team, tra cui Scuderia Ferrari (dal 1975 al 2001), Renault F1 e Red Bull Racing. Dal 2016 la casa è entrata in Formula E come fornitore di motori per la Mahindra. È stata sponsor del reparto corse Lancia nei rally mondiali degli anni Ottanta.